# Alchemilla caucasia
Alchemilla caucasia é uma espécie de rosácea do gênero Alchemilla, pertencente à família Rosaceae.